# Rizal (Nueva Ecija)
Rizal è una municipalità di terza classe delle Filippine, situata nella Provincia di Nueva Ecija, nella regione di Luzon Centrale.
Rizal è formata da 26 baranggay:
- Agbannawag
- Aglipay (Curva)
- Bicos
- Cabucbucan
- Calaocan District
- Canaan East
- Canaan West
- Casilagan
- Del Pilar
- Estrella
- General Luna
- Macapsing
- Maligaya

- Paco Roman
- Pag-asa
- Poblacion Central
- Poblacion East
- Poblacion Norte
- Poblacion Sur
- Poblacion West
- Portal
- San Esteban
- San Gregorio
- Santa Monica
- Villa Labrador
- Villa Paraiso